# Blackout (filme de 1985)
Blackout  é um filme estadunidense do gênero policial dirigido por Douglas Hickox lançado em 1985.

## Resumo
Homem sofre acidente de automóvel, perde a memória e tem parte do rosto deformada. Depois de várias plásticas recomeça a vida e casa-se com sua enfermeira, mas continua sem lembrar do passado. Telefilme com muito suspense e alternativas, num clima tenso que só se desvenda no final.

## Elenco
- Keith Carradine — Allen Devlin
- Kathleen Quinlan — Chris Graham
- Richard Widmark — Joe Steiner
- Michael Beck — Mike Patterson
- Gerald Hiken — Theo Grant
- Don Hood — Phil Murphy
- Dameon Clarke — Battered Child